# Melandryidae
Melandryidae е сравнително малко семейство бръмбари с около 420 описани вида от целия свят. В Европа има 53 вида, а в България – 10. Границите на семейството все още се дискутират и затова точният брой видове зависи от конкретната тасксономична схема.
Ларвите се развиват върху гниеща дървесина, където се хранят с гъбите и дървесината. Възрастните са активни предимно нощем и могат да се видят около обитанията на ларвите – под кората на дървета, по паднали дървета, пънове и из шумата по земята.

## Външен вид

### Имаго
Бръмбарите са силно издължени, с успоредни или слабо заоблени страни. Обикновено са гръбо-коремно сплеснати или слабо изпъкнали. Цветът най-често е черен или кафеникав, понякога с жълти или оранжеви петна. Гръбната страна е покрита с къси до много къси прилежащи космици.
Главата е къса и насочена надолу, често повече или по-малко покрита от преднегръба. Антенките с 11 членчета, средно дълги, обикновено нишковидни, понякога трионовидни, често разширяващи се към върха. Очите не са вдлъбнати както при Чернотелките (с изключение на Orchesia).
Стъпалната формула е 5-4-4. Предпоследното членче на стъпалата издължено във вид на пластинка от долната страна.

## Видове в България
В България са установени 10 вида:
- Abdera flexuosa (Paykull, 1799)
- Anisoxya fuscula (Illiger, 1798)
- Dolotarsus lividus (C. Sahlberg, 1833)
- Hypulus quercinus (Quensel, 1790)
- Marolia purkynei Maran, 1933
- Melandrya caraboides (Linnaeus, 1760)
- Melandrya dubia (Schaller, 1783)
- Orchesia undulata Kraatz, 1853
- Orchesia micans (Panzer, 1794)
- Osphya bipunctata (Fabricius, 1775)